# Ryukyu Air Commuter
Ryukyu Air Commuter Co., Ltd. (琉球エアーコミューター株式会社, Ryūkyū Eā Komyūtā Kabushiki-gaisha) est une compagnie aérienne japonaise basée à Naha. Elle est une filiale de Japan Airlines Corporation et assure des vols intérieurs d'Okinawa aux îles Ryūkyū et aux îles Amami.

## Histoire

Ancien logo de la compagnie

## Flotte
Au mois de décembre 2020, Ryukyu Air Commuter exploite les appareils suivants :

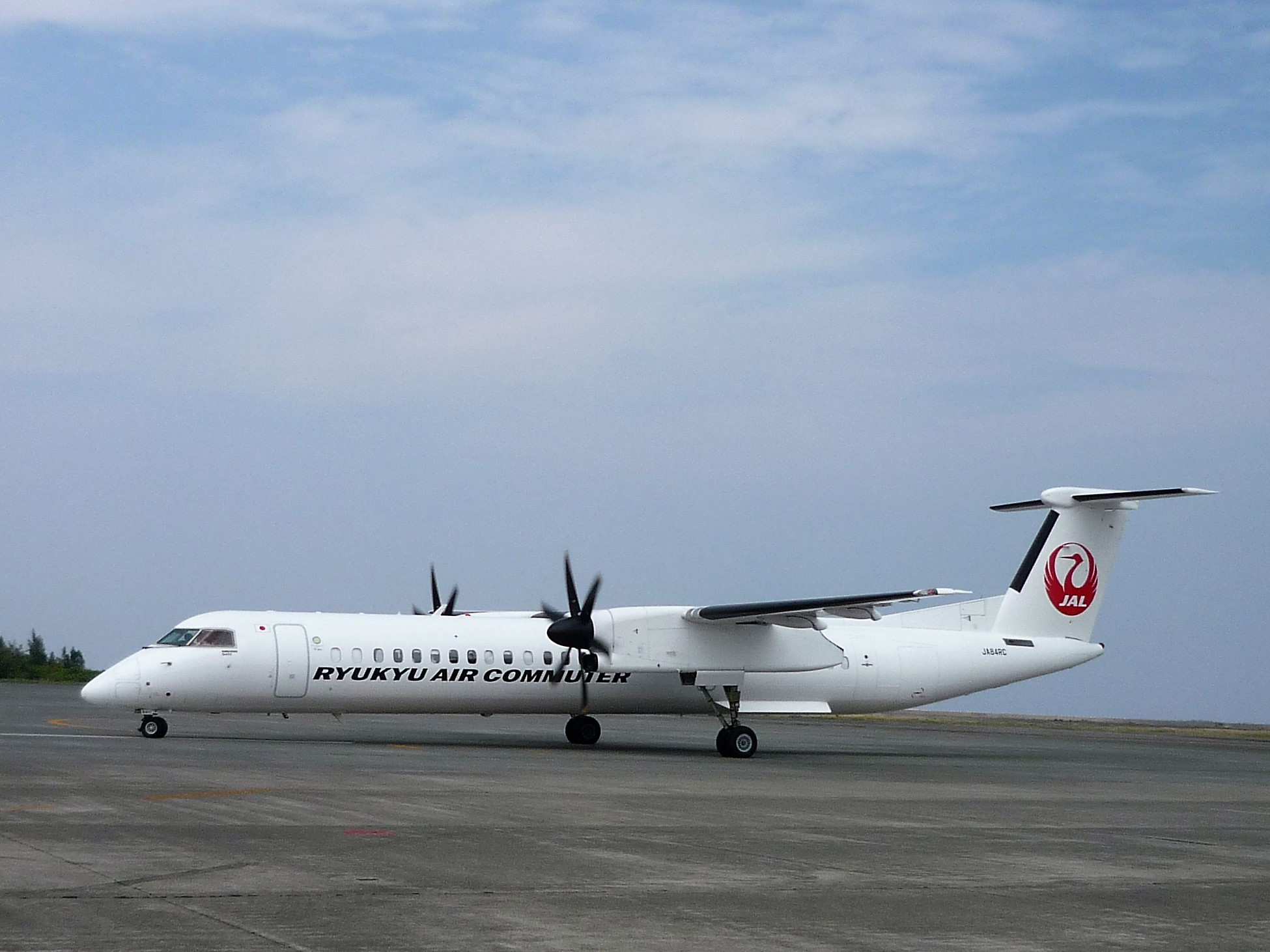
DHC-8 de Ryukyu Air Commuter.

### Ancienne flotte
- Bombardier Dash-8-Q100
- Bombardier Dash-8-Q300
- Britten-Norman BN-2 Islander

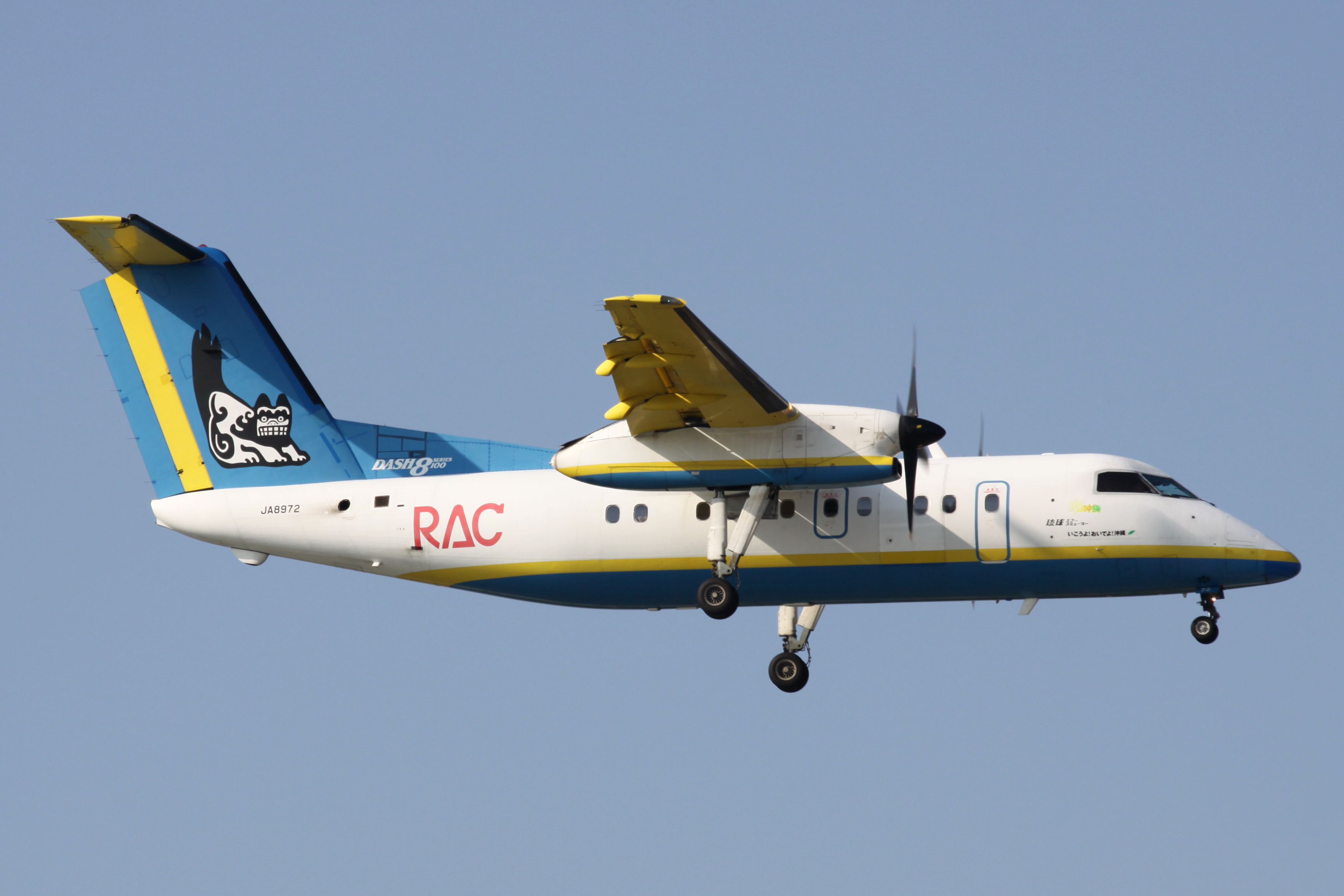
Bombardier DHC8-100
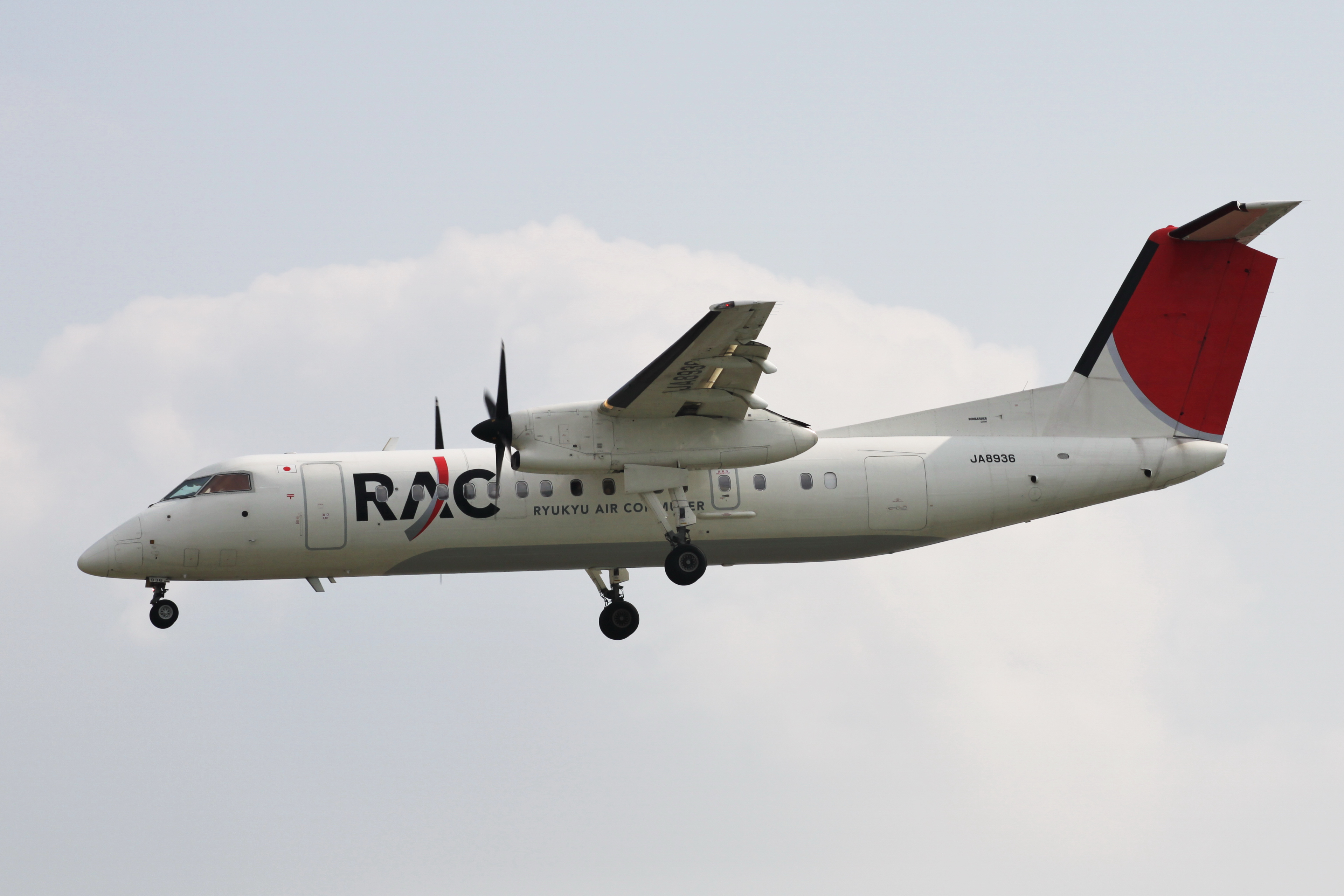
Bombardier DHC8-Q300